# Lobocleta ossulata
Lobocleta ossulata là một loài bướm đêm trong họ Geometridae.